# Tetrix cuspidata
Tetrix cuspidata är en insektsart som beskrevs av Hancock, J.L. 1907. Tetrix cuspidata ingår i släktet Tetrix och familjen torngräshoppor. Inga underarter finns listade i Catalogue of Life.